# Batman Unlimited : L'Instinct animal
Pour plus de détails, voir Fiche technique et Distribution.
Batman Unlimited : L'Instinct animal (Batman Unlimited: Animal Instincts) est un film d'animation américain réalisé par Butch Lukic, sorti direct-to-video en 2015.

## Synopsis
La ville de Gotham est attaquée par la « Guerillanimale », des super-vilains « animaux » comme le Pingouin, Silverback, Cheetah, Killer Croc et Man-Bat. Batman s'unit à d'autres héros pour les stopper.

## Fiche technique
Sauf indication contraire, les informations mentionnées dans cette section peuvent être confirmées par la base de données cinématographiques IMDb,  présente dans la section « Liens externes ».
- Titre original : Batman Unlimited: Animal Instincts
- Titre français : Batman Unlimited : L'Instinct animal
- Réalisation : Butch Lukic
- Scénario : Heath Corson
- Musique : Kevin Riepl
- Montage : Bruce King
- Production : Butch Lukic

Producteurs délégués : Benjamin Melniker, Sam Register et Michael E. Uslan
- Société de production : Warner Bros. Animation
- Société de distribution : Warner Home Video (États-Unis, vidéo)
- Pays d'origine : États-Unis
- Langue originale : anglais
- Durée : 81 minutes
- Dates de sortie en vidéo[1] : 
  -  États-Unis : 12 mai 2015
  -  France : 21 octobre 2015
- Public : Tous Public

## Distribution
- Roger Craig Smith (VF : Adrien Antoine) : Batman / Bruce Wayne
- Chris Diamantopoulos (VF : Lionel Tua) : Green Arrow / Oliver Queen
- Will Friedle (VF : Donald Reignoux) : Nightwing / Dick Grayson
- Charlie Schlatter (VF : Christophe Lemoine) : Flash / Barry Allen
- Yuri Lowenthal (VF : Alexis Tomassian) : Red Robin / Tim Drake
- Dana Snyder (VF : Philippe Peythieu) : le Pingouin / Oswald Cobblepot
- John DiMaggio (VF : Thierry Murzeau) : Killer Croc
- Keith Szarabajka (VF : Benoît Allemane) : Silverback
- Laura Bailey (VF : Stéphanie Lafforgue) : Cheetha
- Phil LaMarr (VF : Thierry Murzeau) : Man-Bat
- Richard Epcar (VF : Jean-Claude Sachot) : commissaire James Gordon
- Alastair Duncan (VF : Pierre Dourlens) : Alfred Pennyworth
- Amanda Troop (VF : Céline Melloul) : Gladys Windsmere

:Source doublage français : la Tour des Héros

## Batman Unlimited
Ce film est le premier de la série Batman Unlimited (en). Cette série s'inspire de la ligne de jouets du même nom développée par Mattel dès 2013. Une web-série de 22 épisodes a été diffusé sur la chaine YouTube DC Kids en mai 2014.
Il sera suivi par Batman Unlimited : Monstrueuse pagaille, sorti quelques mois plus tard et de Batman Unlimited : Machines contre Mutants.